# 西明石・西神線
西明石・西神線（にしあかし・せいしんせん）とは、 神戸市が計画している西明石駅と西神中央駅を短絡する鉄道路線。

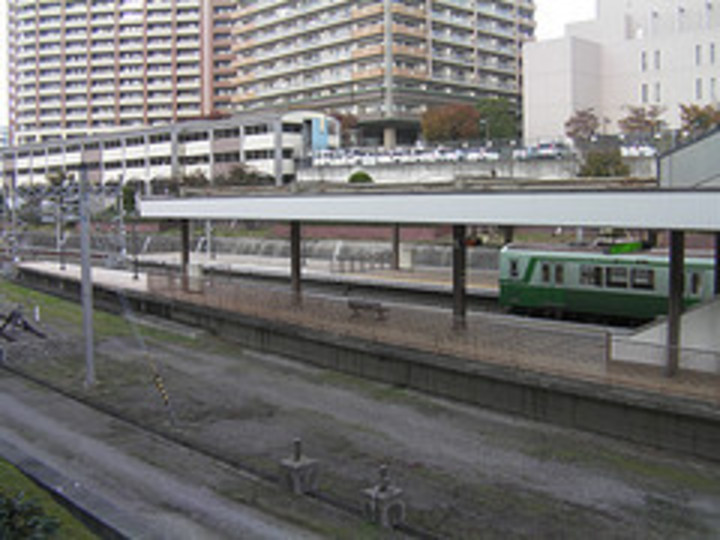
西明石・西神線、西神・三木方面線が開業時ホームが増設される予定のスペース

## 概要
1989年の運輸省答申（運輸政策審議会答申第10号）では、「2005年までに整備することが適当である路線」として挙げられていたが、1995年の阪神・淡路大震災や神戸市営地下鉄海岸線建設の影響で着工が見送られている。一方では災害時のJR神戸線や私鉄線などの寸断対策の迂回路としての建設が求められている。
しかしながら、神戸市が策定中の第5次基本計画の素案には、第4次までは盛り込まれていた当路線が姿を消し
、事実上建設中止となった。
現在、西明石駅と西神中央駅を結ぶ公共交通機関は神姫バスの（神戸・明石地区）92系統がある。

### 計画
- 方式：高規格・高速鉄道（全線）
- 区間・距離：西明石 - 西神中央 9.1km
- 軌間：1435mm
- 複線区間：全線
- 電化区間：全線（直流1500V）推定
- 構造：高架または地下
- 設置駅数: 西明石 - 西神中央間に駅を3 - 5個程度設置を構想（王塚台、玉津出張所〈旧西区区役所〉、春日台の付近)
- 西明石の駅舎の予定地は、新幹線の駅の下または国道250号（明姫幹線）の下付近

## 関連路線
同時期には、西神・東播磨線・西神・押部谷線の計画がされている。